# André Simonyi
André Simonyi (* 31. März 1914 in Huszt; † 17. Juli 2002 in Vieux-Moulin, Département Oise) war ein als András Simonyi in Österreich-Ungarn geborener französischer Fußballspieler und -trainer. Mit 136 Treffern lag er auch im Juni 2008 noch auf Rang 28 unter den erfolgreichsten Torjägern der Division 1.

## Vereinskarriere
Simonyi war einer von neun Brüdern, die alle Fußball spielten, vier davon in der höchsten Liga; András wurde daher in Ungarn auch als Simonyi II bezeichnet. Er vertrat dort die Farben des Klubs Attila FC Miskolc, bei dem er schon mit 15 in die erste Mannschaft kam. Noch nicht ganz 18 Jahre alt, wurde als zum B-Nationalspieler; im Frühjahr 1933 soll er zudem im Kader der ungarischen Profiauswahl gegen Holland gestanden haben, wo er aber nicht zum Einsatz kam. In Frankreich galt er als „das Kind, das an der Mauer seines Elternhauses barfuß seinen knallharten Schuss perfektionierte“ und schon um 1930 auch westeuropäische Vereine auf sich aufmerksam machte.
Zur Saison 1933/34 verpflichtete ihn der französische Erstdivisionär Lille Olympique, dem er bei einem Jugendturnier aufgefallen war. Gleich in seiner ersten Spielzeit dort erzielte der Mittelstürmer in den 26 Punktspielen 19 Treffer und war damit der vierterfolgreichste Ligatorschütze; im Jahr darauf gelangen ihm 18 Tore (Rang 9 der Torjägerliste). Einen Meistertitel gewann er mit den Nordfranzosen nicht, aber er erreichte mit der Elf 1934 das Pokalhalbfinale, in dem der FC Sète Lille jedoch mit 1:0 bezwang. 1935 wechselte Simonyi zum amtierenden Meister FC Sochaux; dort blieb der Angreifer nur ein Jahr, weil die Mannschaft mit Roger Courtois und André Abegglen (34 bzw. 16 Tore) bereits über zwei treffsichere Sturmspitzen verfügte, auch wenn ihm selbst in allerdings nur 15 Ligaeinsätzen acht Treffer gelangen und er erneut das Pokalhalbfinale erreichte. Darin unterlag Simonyis Elf wiederum gegen den späteren Sieger des Wettbewerbs (0:3 gegen Racing Paris); um sich dafür zu qualifizieren, hatte Sochaux in der Runde zuvor gleich drei Spiele gegen den SC Fives benötigt.
Von 1936 bis 1946 spielte André Simonyi für den Hauptstadtverein Red Star Olympique. Für diesen Wechsel zeichnete Lucien Gamblin verantwortlich; der vielfache Nationalspieler, inzwischen Journalist bei l’Auto, führte seinem Ex-Klub immer wieder Spieler zu, und für 125.000 Francs war der Ungar geradezu ein „Schnäppchen“. Er blieb den Audoniens – dies eine geläufige Bezeichnung für die Bewohner der Pariser Vorstadt Saint-Ouen und die Spieler des dort beheimateten Vereins – auch treu, als diese in der Saison 1938/39 nur in der zweiten Division antraten. Den Abstieg hatten Simonyis 21 Punktspieltreffer (sechstbester D1-Torjäger) so wenig verhindern können wie die Tatsache, dass er mit Alfred Aston einen kongenialen Partner in einem „begeisternden Angriff“ besaß; mit Aston stand er sieben seiner zehn Red-Star-Jahre sowie bei zwei anschließenden Stationen in einer Mannschaft.
Kriegsausbruch und deutsche Besetzung Frankreichs verhinderten in den folgenden Jahren nicht, dass er mit den Audoniens auch zu Titelehren kam. Dazu trug bei, dass die Elf sich personell namhaft verstärken konnte, unter anderem durch Vandooren, mit dem Simonyi schon in Lille zusammengespielt hatte, Torwart Darui, Roessler sowie die Südamerikaner Herrera, Scopelli und Stábile. Simonyi selbst entwickelte sich zum unumstrittenen Kopf der Mannschaft und besaß auch Spielführerqualitäten; Gabriel Hanot lobte ihn 1942 im Miroir des Sports als „athletischer, bissiger, perfekter denn je, voller Dynamik, eisernen Willens und mit hohem Spielverständnis ausgestattet“.
In der Saison 1940/41 wurde Red Star Meister der Nordgruppe der zweigeteilten Division 1 und erreichte im Pokal das Endspiel der besetzten Zone Frankreichs; Zonenpokal und -meisterschaften von 1939/40 bis 1944/45 zählen allerdings bis heute nur als inoffizielle Titel. Ein Jahr später allerdings gewann Red Star den einzigen offiziellen Wettbewerb dieser Kriegsjahre: nachdem sie das Endspiel der besetzten Zone gegen Stade Reims (1:0, Tor durch Simonyi) und anschließend dasjenige gegen den Sieger der „verbotenen Zone“, den RC Lens (1:1 n. V. und 5:2, in der Wiederholungspartie wiederum ein Simonyi-Treffer), gewonnen hatten, traf Red Star im landesweiten Finale auf den Pokalsieger des unbesetzten Frankreich, den FC Sète. Anders als 1934 setzte sich Simonyis Elf diesmal gegen die Südfranzosen durch und nahm nach einem 2:0-Sieg die Coupe de France in Empfang. In diesem Jahr wurde er – dessen Einbürgerungszeitpunkt bisher nicht exakt zu ermitteln ist – zudem zum französischen Nationalspieler (siehe unten).
Abgesehen von der Spielzeit 1943/44, als in ganz Frankreich anstelle von Vereinsmannschaften Regionalauswahlteams antraten – André Simonyi belegte mit der Équipe Fédérale Paris-Capitale in der Liga einen guten dritten Platz –, sorgte der Stürmer nur noch zweimal für Schlagzeilen: 1944/45 wurde er mit 29 Treffern drittbester Torjäger der Nordgruppe, und 1946 erreichte er mit Red Star erneut das Pokalendspiel, unterlag Lille Olympique SC darin jedoch mit 2:4 und blieb, wie schon 1942, ohne eigenen Torerfolg.
Seine Verpflichtungen durch Stade Rennes (1946, für eine Mio. Francs Ablösesumme) und den SCO Angers (Anfang 1947, sogar 1,7 Mio. FF) brachten dem „Veteranen“ zwar noch einmal eine Einkommens-, aber keine sportliche Verbesserung mehr. Es folgte eine ganze Serie weiterer, kurzfristiger Wechsel, zunächst zu Stade Français Paris und in derselben Saison zum Zweitligisten FC Rouen
1948/49 kehrte Simonyi nochmals zum kurzzeitig mit Stade Français fusionierten Red Star zurück, bestritt darin aber nur noch ein Erstligaspiel. Anschließend ging er zum SC Covilhã nach Portugal, kehrte 1952 ein letztes Mal in die Première Division zurück – darin noch elf Einsätze und fünf Tore für CO Roubaix-Tourcoing –, bestritt danach zwei Spiele für die Audoniens und war schließlich wieder in Covilhã aktiv.
Um 1960 tauchte sein Name ein letztes Mal auf den Sportseiten auf: er trainierte kurzzeitig „seinen“ Red Star, einen Klub aus Fontainebleau und anschließend die AS Cherbourg, für die er sich bis 1962 in 13 Zweitligapartien auch noch selbst aufstellte und dabei sogar vier Treffer erzielte. Zu diesem Zeitpunkt stand André Simonyi in der zweiten Hälfte seines fünften Lebensjahrzehnts.

## In der Nationalmannschaft
Zwischen März 1942 und April 1945 stand André Simonyi in vier Begegnungen in der französischen A-Nationalelf; dabei gelang ihm auch ein Treffer. Seine ersten zwei Einsätze (1942 ein 0:2 gegen die Schweiz und ein 0:4 gegen Spanien) erfolgten anlässlich der beiden einzigen Länderspiele, die Frankreich nach dem Januar 1940 und vor der Befreiung 1944 bestritt. Simonyis Länderspiele Nummer drei (im Dezember 1944, 3:1-Sieg über Belgien) und vier (0:1 gegen die Schweiz) waren die ersten Spiele der Bleus in der Nachkriegszeit. Anschließend bevorzugte das französische Auswahlkomitee als Mittelstürmer Bihel oder Bongiorni, auf den Halbstürmerpositionen Ben Barek, Heisserer und den wie Simonyi bei Attila FC Miskolc großgewordenen Siklo.

## Palmarès
- Französischer Meister: 1941 (inoffizieller Titel)
- Französischer Pokalsieger: 1942 (und Finalist 1946)
- 4 A-Länderspiele (1 Treffer) für Frankreich
- B-Nationalspieler für Ungarn
- nicht exakt feststellbare Zahl von Spielen und 136 Tore in der Division 1, davon mindestens 63 Treffer für Red Star, 37 für Lille, 5 für Roubaix-Tourcoing

## Leben nach der Zeit im Fußball
Nach seiner über 30 Jahre dauernden Karriere als aktiver Fußballer „stürzte er sich auf das Glücksspiel“: er arbeitete bei der Spielbank im Avia Club de France in Divonne-les-Bains, anschließend im Casino von Évian und danach in einem Etablissement auf den Champs-Élysées, „bevor er sich auf der Pferderennbahn von Joinville-le-Pont umtat“. Bei Red Star geriet er dennoch nicht in Vergessenheit: 1993 durfte er anlässlich des tausendsten Punktspiels der Audoniens den Anstoß ausführen. Später ließ Simonyi sich in der Picardie nieder, wo er, 88-jährig, starb.